# Alexander MacSween
Alexander MacSween, né en 1964 à Montréal au Canada, est un musicien et compositeur canadien.

## Biographie
Alexander MacSween compose et participe à l'exécution de nombreuses musiques de scènes (théâtre, danse et cinéma), notamment avec Marie Brassard, François Girard, Brigitte Haentjens, José Navas, Daniel Brooks, et Robert Lepage. 
C'est également un créateur d'installations sonores. En tant que batteur, Alexander MacSween est actif dans les milieux du rock, de l'improvisation et de la musique électronique. Il a joué avec Michel F. Côté, Bionic, Bernard Falaise, The Nils, Sam Shalabi et le Quatuor de tourne-disques de Martin Tétreault. Il était membre du groupe Foodsoon avec Bernard Falaise et Fabrizio Gilardino. Alexander MacSween est également créateur de performances musicales solo ainsi que d'installations sonores. Son projet Macheen a débuté Mutek en 2012.

## Discographie sélective
- 2001 : Les Sables magiques de Tricky Woo
- 2005 : Six Silk Purses de Fortner Anderson
- 2006 : Parade de Pipo Fiasco
- 2006 : All In de Li Alin
- 2006 : Somelove de Foodsoon
- 2010 : Points, lignes avec haute parleurs de Martin Tétreault

## Prix et distinctions
- 2012 : Prix Gascon-Roux de la « conception sonore[2] »